# Stevie J.
Steven A. Jordan (* 2. November 1971 in Buffalo, New York) ist ein US-amerikanischer Musikproduzent und Songwriter. In Veröffentlichungen wird er meist unter dem Kürzel Stevie J. oder Stevie J geführt. Als Mitglied des Produzententeams The Hitmen spielte er eine wichtige Rolle beim Erfolg des Labels Bad Boy Records Ende der 1990er und zu Beginn der 2000er.

## Biografie
Jordan wurde in Buffalo geboren und wuchs in Rochester auf. Sein Vater ist ein Geistlicher der Pfingstbewegung, während seine Mutter die Familie verließ, als er acht Monate alt war.
Mit Freunden gründete Jordan die Musikgruppe Total, die eine Mischung aus Hip-Hop und R&B spielte. Außerdem begleitete er als Bassist die Band Jodeci auf Tourneen. Schließlich zog er nach New York City um, um dort seine Musikerkarriere weiter zu professionalisieren. Bei Studioaufnahmen mit Total entdeckte ihn Sean Combs, der Besitzer von Bad Boy Records, und nahm ihn unter Vertrag.
Für Bad Boy war Jordan daraufhin hauptsächlich als Produzent tätig. Seine erste Arbeit war 1995 ein Remix der Single No One Else von der ebenfalls Total benannten Girlgroup, den er mit Lil’ Kim und Da Brat aufnahm. In der Folge produzierte er für zahlreiche Bad-Boy-Musiker aus dem R&B- und Hip-Hop-Genre, so zum Beispiel für Faith Evans, The Notorious B.I.G. und Sean Combs selbst. Für seinen Beitrag zum Album No Way Out erhielt er bei der 40. Verleihung der Grammys den Award for Best Rap Album.
Zu den bekanntesten Liedern, die mit Jordans Beteiligung in dieser Zeit entstanden, gehören die drei Billboard-Hot-100-Nummer-eins-Hits I’ll Be Missing You von Puff Daddy (dreifache Platin-Schallplatte der RIAA für mehr als drei Millionen Verkäufe), Mo Money Mo Problems von Notorious B.I.G. (Platin der RIAA) und Honey von Mariah Carey (Platin der RIAA).
Anschließend erhielt Jordan Angebote mit Künstlern außerhalb der Black Music zu arbeiten, sodass Remixe für Sting und Garth Brooks entstanden. 2002 verließ er Bad Boy und nahm ein Angebot von Jackie Jackson an. Er zog nach Los Angeles und arbeitete für Jacksons neu gegründetes Label Jesco Records als A&R-Manager und Hausproduzent. An seine größten Erfolge konnte er jedoch nicht anknüpfen.
Daraufhin zog Jordan nach Atlanta, wo ab 2012 sein Privatleben in der Reality-TV-Serie Love & Hip-Hop: Atlanta von VH1 gezeigt wurde. 2013 erschien außerdem ein Soloalbum von ihm unter dem Titel Unstoppable, das keine kommerzielle Bedeutung erlangte.

## Diskografie
Autorenbeteiligungen (A) und Produktionen (P)
- 1997: Mariah Carey – Honey A, P
- 1998: Mariah Carey – I Still Believe P